# Состояние природной среды Крыма
Экологическая обстановка на территории Крымского полуострова постепенно ухудшалась на протяжении XX века. Причиной этому были интенсивное освоение природных ресурсов Крыма и быстрый рост населения полуострова. Плотность населения Крыма составляет 87 чел. на км², в результате, в начале XXI века девственные или же слабо преобразованные формы ландшафта занимают всего 2,5 % территории полуострова. Остальные же подверглись весьма существенному воздействию антропогенных факторов.

## Внутренние регионы

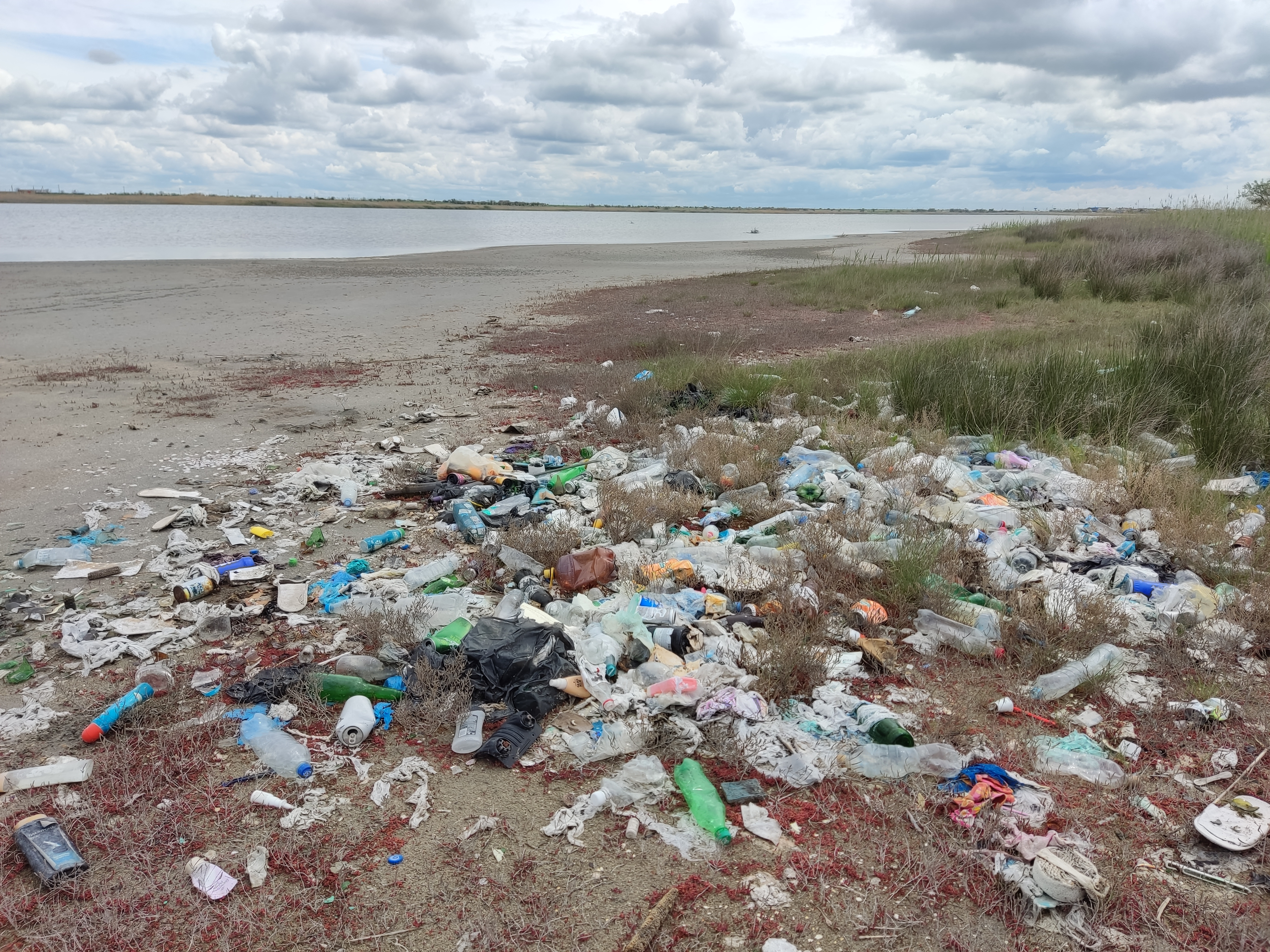
Мусор у Аджибайчикского озера

В степном Крыму ухудшение экологической обстановки было связано с введением в эксплуатацию Северо-Крымского канала (1961—1975), когда большая часть степи была распахана. Сам канал привёл к повышению уровня грунтовых вод и локальному засолению почв. При этом и качество самой воды, взятой из низовьев Днепра, остаётся довольно низким так как на этом участке река уже успевает принять загрязнённые промышленными и бытовыми отходами стоки и сливы с крупных промышленных центров России, Белоруссии и Украины (Киев, Днепропетровск). Кроме низкого качества самой воды, прокладка столь водоносного канала с максимальным расходом 300 м³/с привела к резкому поднятию уровня грунтовых вод в традиционно засушливых и довольно низменных территориях. Это, в свою очередь, вызвало подтопление многих населённых пунктов, вторичное засоление почв, привело к утрате уникальных ковыльных степей, вытеснению из них некоторых редких птиц (дрофа).

### Горный Крым

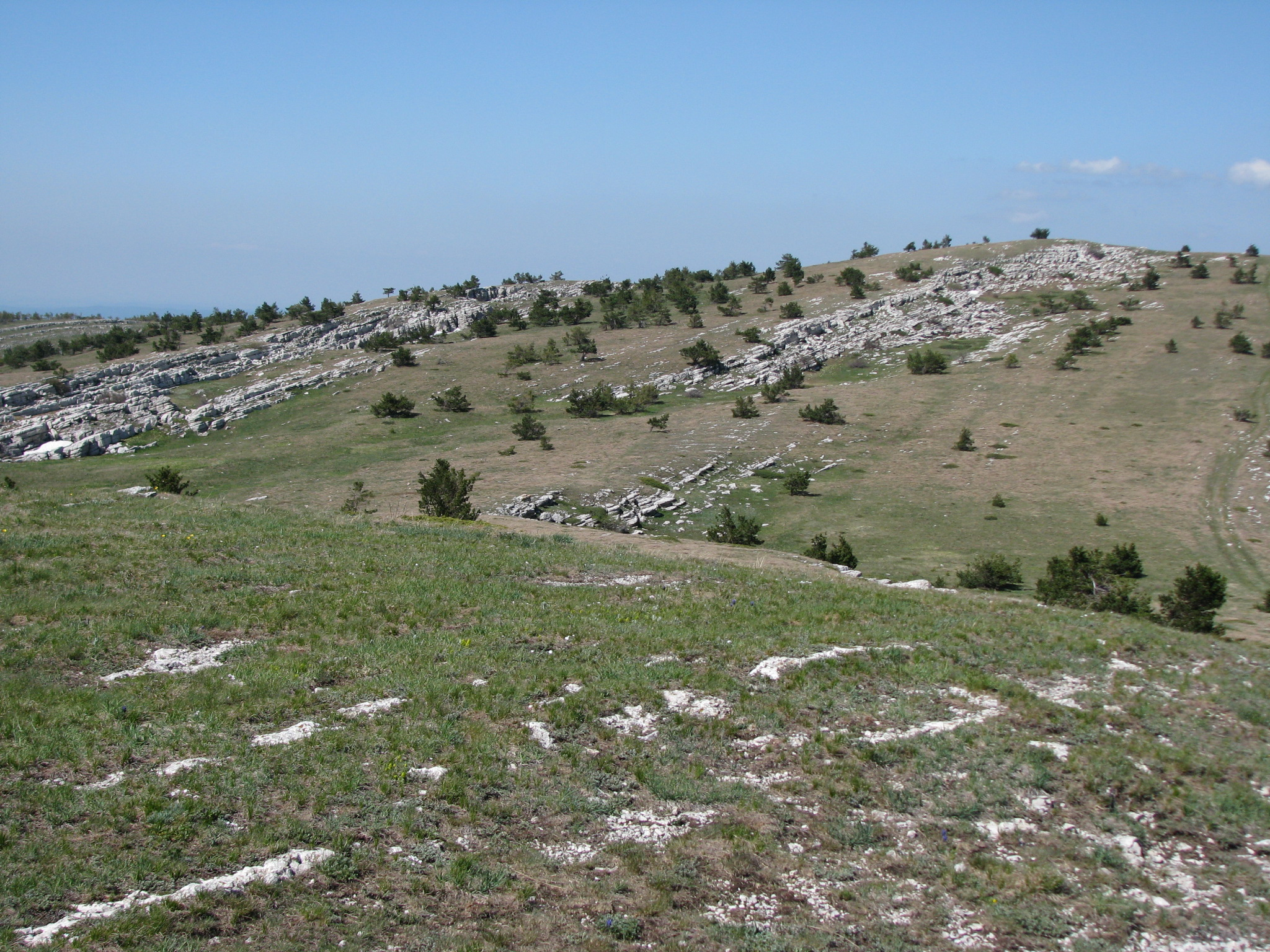
Ряды камней на вершинах некоторых яйл являются в том числе и результатом деятельности человека: так здесь издавна задерживали таяние снега для сохранения источника воды, источников которой стало меньше из-за вырубки лесов

Для горных и предгорных регионов Крыма самой острой проблемой традиционно являлась деградация почв в результате выпаса скота. На эту практику в настоящее время наложен запрет. За период между 1957—1987 годами советские власти восстановили уничтоженные людьми леса на 3,5 тыс. га яйл, что составляет порядка 10 % их общей площади. Из-за недостатка финансирования в постперестроечный период эти работы практически не велись.

### Экологические проблемы рек Крыма
Кроме этого, уже в XIX веке населением начали ощущаться последствия загрязнения вод небольших крымских рек промышленными производствами, а также активный забор их воды на орошение, приведший к их обмелению. Показательным является пример экологических проблем реки Чурюк-Су (Чорох-Су), имеющих давние корни. Интересно, что на карте, которой в 70-е годы XVIII века пользовался генерал-поручик А. В. Суворов, данная река именуется Бузлык (в переводе с тюркских языков «ледяная»). В это же время было употребительным и другое её название — Ширин-Су, что в переводе с персидского означает «сладкая». Но уже во второй половине XIX столетия местные прозвали её Чурук-Су или Чурюк-Су, что в переводе с крымскотатарского означает «гнилая, испорченная, никуда не годная вода». Причиной этому стали стоки кожевных мастерских, разместившихся по берегам речки в городе Старый Крым и окрестных сёлах. Сильное разбавление естественного стока и без того маловодных крымских рек сточными водами особенно заметно ниже городов и крупных посёлков.
Другой проблемой крымских рек является обмеление и, как следствие, обеднение их ихтиофауны. Ещё в 1895 г., выступая на Международном форуме геологов в Санкт-Петербурге, профессор Н. А. Головкинский выразил сожаление по поводу, что: «… в конце XVIII столетия реки Салгир и Карасу — главные реки Крыма — были настолько многоводны, что в их устья входила морская форель, шемая и бычок, а в последнюю четверть XIX ст. даже весенняя вода не доходит до низовьев этих рек». Среди причин уменьшения водности им были названы в первую очередь бесхозяйственные вырубки леса, приводившие к эрозии, хотя ещё Пётр Великий издавал указы о запрещении вырубки лесов по берегам рек (1701 г.).

## Побережье
Важнейшей проблемой Западного Крыма является промышленная добыча песка, которая приводит к эрозии пляжей. Интенсивное развитие пляжного и санаторно-курортного туризма в советское время привело к повышению нагрузки на водоочистные сооружения полуострова. Там, где создаются искусственные пляжи, происходит деградация прибрежных морских экосистем, поскольку при преобладании привозного материала не происходит самоочищения воды в прибрежной зоне. Как следствие, при скоплении людей в жаркий летний период качество морской воды снижается, она теряет лечебные и оздоровительные свойства. Кроме этого, в 1941 году в Чёрном море у берегов Крыма Красной армией были затоплены бочки с отравляющими газами — ипритом и люизитом. Истечение гарантийного срока бочек в 2010-х годах, а также потенциальная угроза их содержимого людям неоднократно становились предметом обсуждений в СМИ.

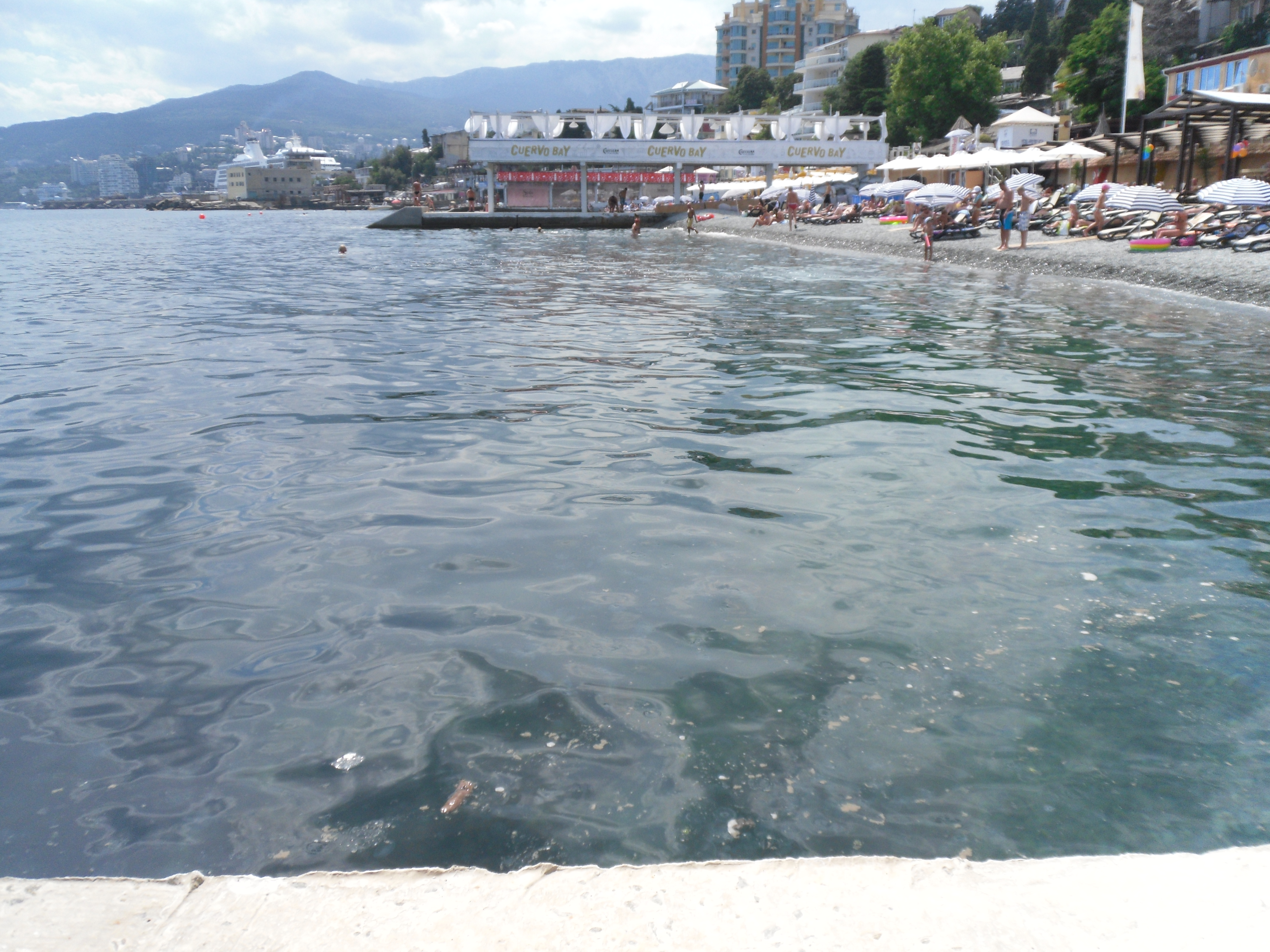
Ялта. Массандровский пляж. Нечистоты в воде.
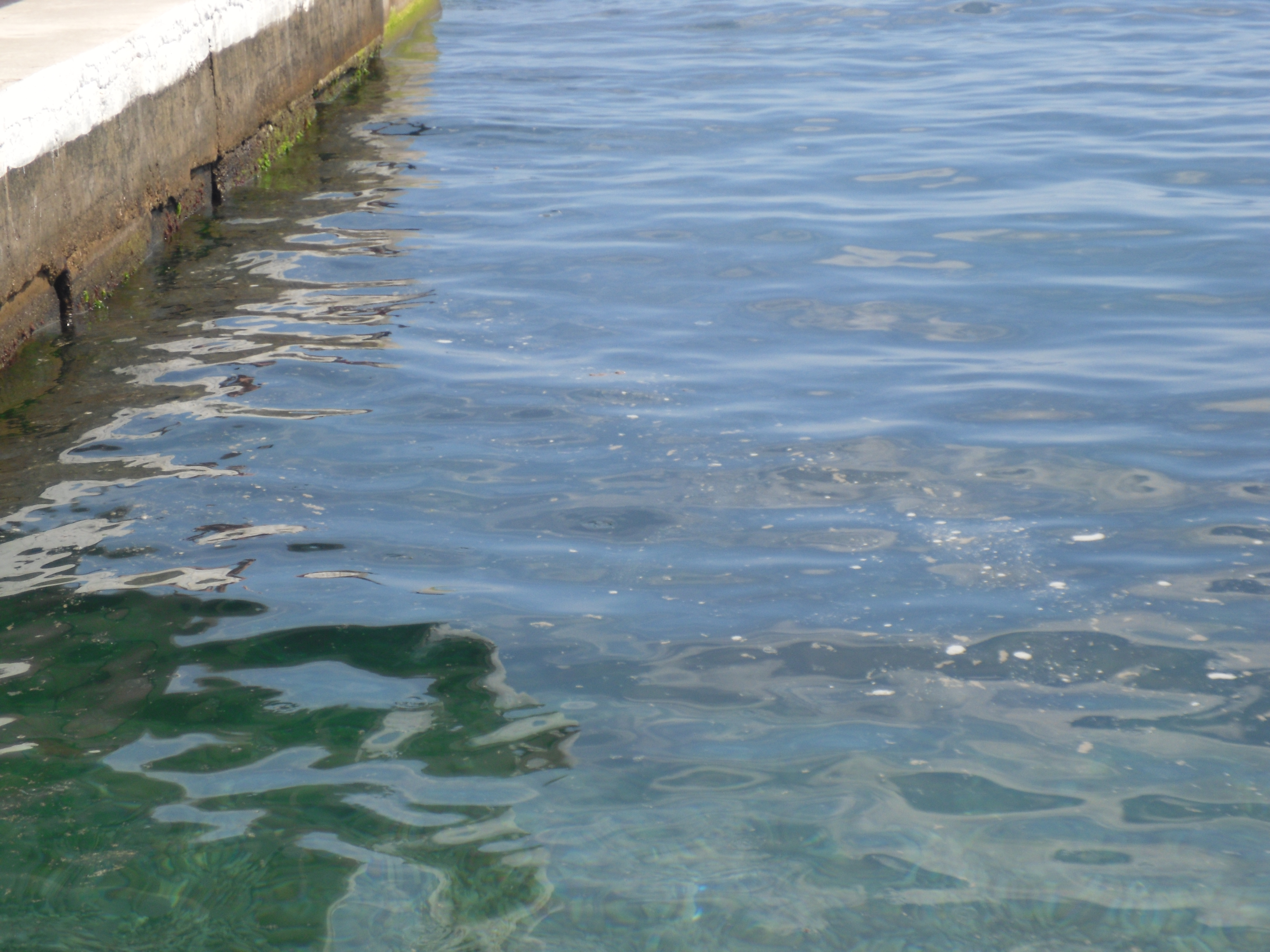
Нечистоты у соляриев.
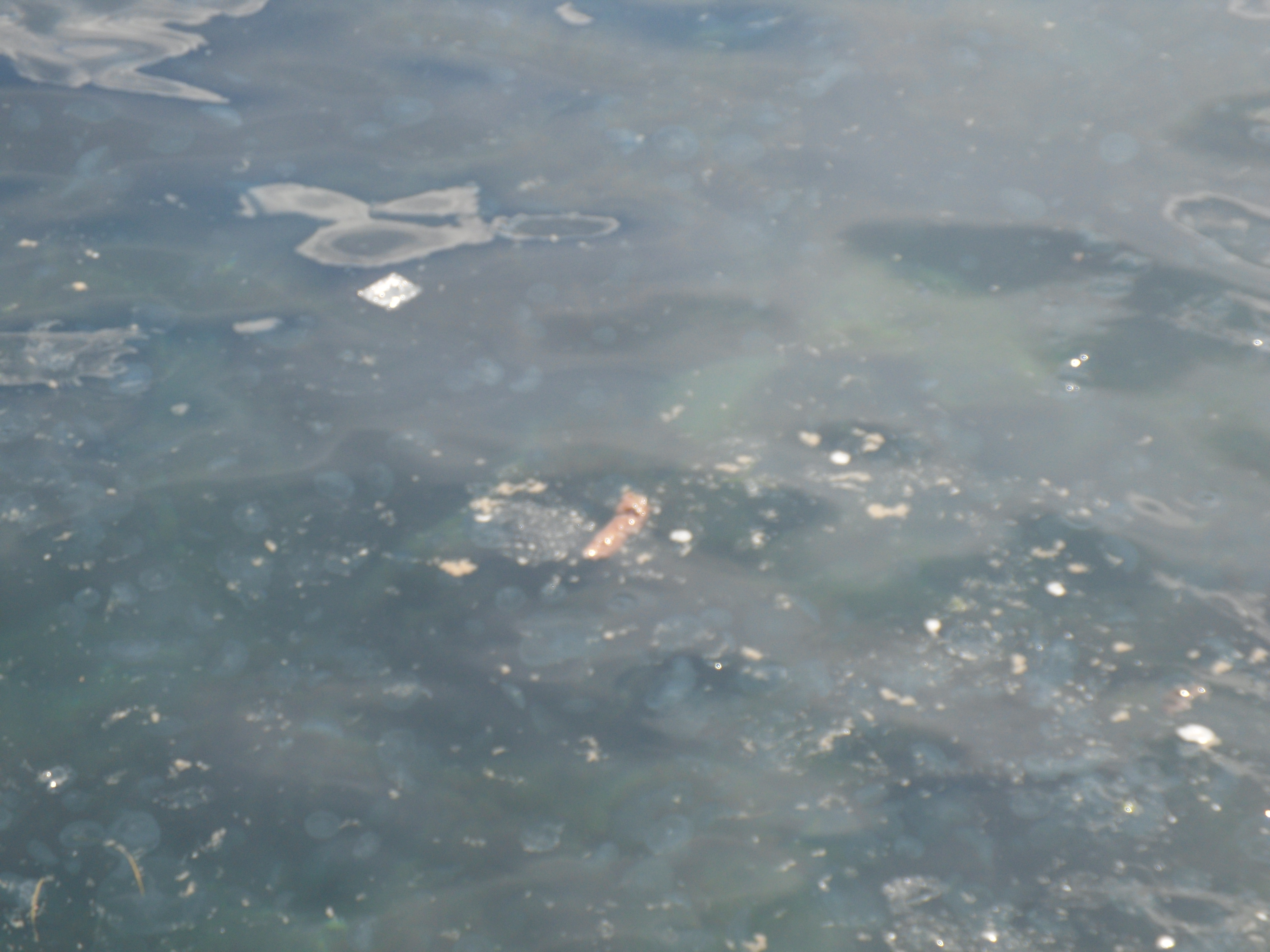
Нечистоты крупным планом.
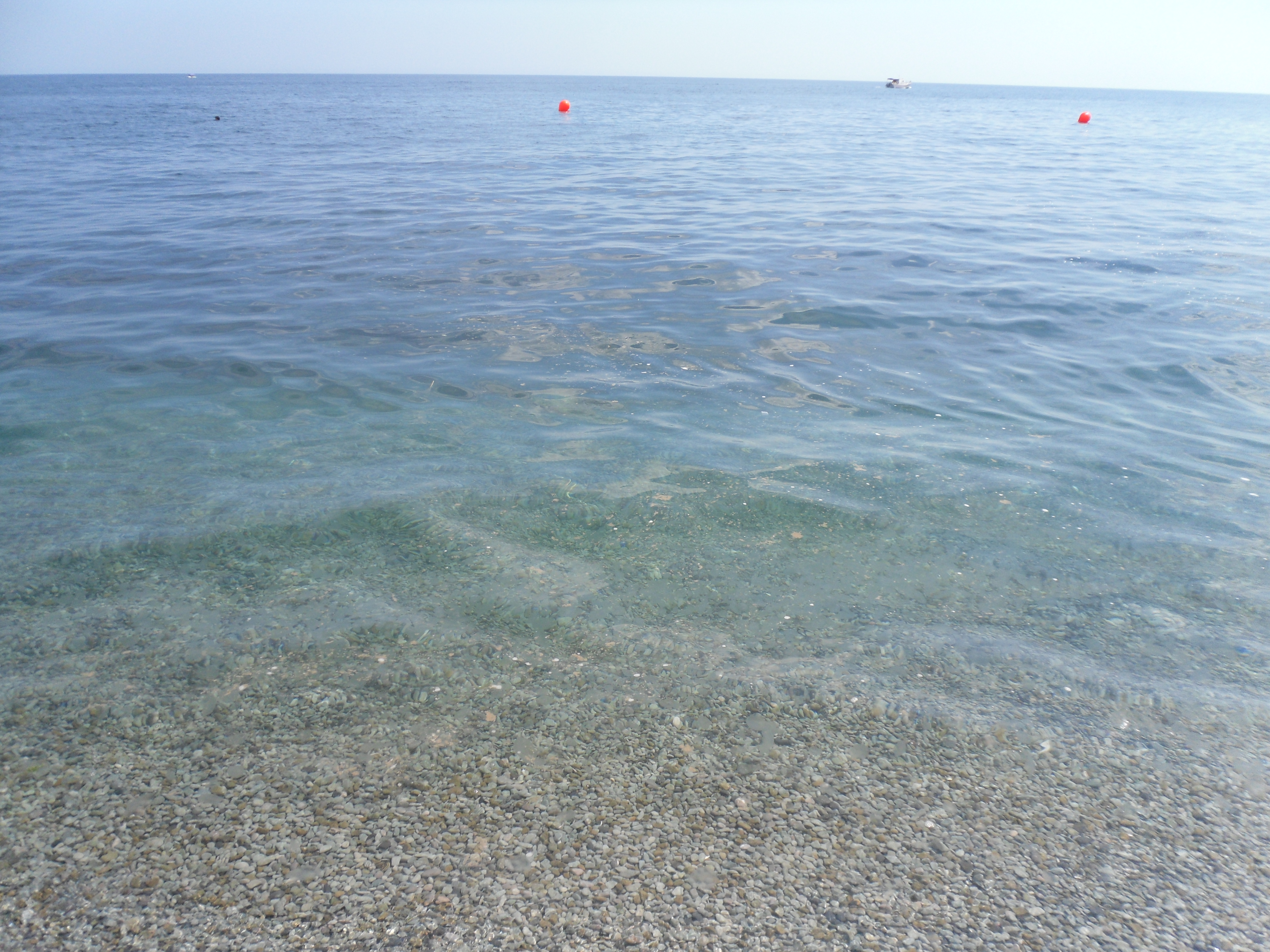
Нечистоты вдоль всей береговой линии.

## Общественная реакция
Уже на рубеже 80-х и 90-х годов набирают силу экологические движения («Добрая воля» в Симферополе и Ялте и др.).